# Nina Linde
Nina Linde (* 10. Juni 1980 in München) ist eine ehemalige deutsche Eishockeyspielerin, die über viele Jahre für die MERC Wild Cats und den TV Kornwestheim in der Fraueneishockey-Bundesliga aktiv war und mit der deutschen Frauen-Nationalmannschaft an mehreren Weltmeisterschaften und den Olympischen Winterspielen 2002 in Salt Lake City teilgenommen hat.

## Karriere

### Anfänge in Ottobrunn
Nina Linde wuchs im Münchner Stadtteil Trudering auf und erlernte früh das Schlittschuhlaufen. Als Kind war sie zunächst im Eiskunstlauf aktiv, später wechselte sie zum Eisschnelllauf. In dieser Disziplin wurde sie Münchner Stadtmeisterin in ihrer Altersklasse. Da ihr Zwillingsbruder Kai Eishockey spielte, wollte sie es diesem gleichtun und wechselte im Alter von acht Jahren zum Eishockeysport. Nina Linde trainierte bei ihren männlichen Altersgenossen mit, gehörte dort zu den Besten und wechselte schon mit 13 Jahren ins Frauenteam der Spielgemeinschaft Ottobrunn/Planegg. Ein Jahr später stieg sie mit dem Team aus der Landesliga Bayern in die Fraueneishockey-Bundesliga auf.

### Erfolge im In- und Ausland
Zwischen 2000 und 2002 gehörte sie in Vorbereitung auf die Olympischen Winterspiele der Sportfördergruppe der Bundeswehr an. Anschließend nahm sie ein Architekturstudium an der TU Darmstadt auf. 2002 gewann sie mit dem TV Kornwestheim die deutsche Meisterschaft. Nach diesem Erfolg ging sie zum Mannheimer ERC und spielte in der Saison 2002/03 für die MERC Wild Cats in der Bundesliga.
Im Herbst 2003 wechselte sie vom MERC zu den Young Lions Frankfurt, um dort in der Herren-Amateurmannschaft zu spielen. Diese nahm damals am Spielbetrieb der Regionalliga Hessen teil, der vierthöchsten Klasse im deutschen Eishockey. Parallel spielte sie für die Lady Lions, das Frauenteam des Vereins, in der 2. Liga Nord und erzielte als Verteidigerin durchschnittlich drei Tore pro Partie.
2004 suchte Linde eine neue Herausforderung und ging im Rahmen ihres Studiums an die Partneruniversität in Tampere. Parallel zum Studium spielte sie dort für Ilves Tampere in der Naisten SM-sarja und gewann mit diesem Team 2006 die finnische Meisterschaft. Anschließend kehrte sie in ihre Heimat zurück und war bis 2008 für den ERSC Ottobrunn in der Bundesliga aktiv. In der Saison 2010/11 lief sie erneut für Ilves Tampere in der SM-sarja auf.

### International
Nina Linde debütierte im Alter von 15 Jahren für die Frauen-Nationalmannschaft und nahm im gleichen Jahr an der Europameisterschaft teil.
Mit 179 Länderspieleinsätzen, in denen sie 17 Scorerpunkte sammelte, liegt Linde auf Platz 7 der Liste der Rekordnationalspielerinnen Deutschlands.

## Karrierestatistik

### International
(Legende zur Spielerstatistik: Sp oder GP = absolvierte Spiele; T oder G = erzielte Tore; V oder A = erzielte Assists; Pkt oder Pts = erzielte Scorerpunkte; SM oder PIM = erhaltene Strafminuten; +/− = Plus/Minus-Bilanz; PP = erzielte Überzahltore; SH = erzielte Unterzahltore; GW = erzielte Siegtore; 1 Play-downs/Relegation; Kursiv: Statistik nicht vollständig)